# Jing Ce-jing
Jing Ce-jing (Ying Ziying) (kínaiul: 贏子嬰, pinjin (pinyin) hangsúlyjelekkel: Yíng Zǐyīng; i. e. 240 – i. e. 206 januárja) Csin (Qin)-dinasztia harmadik uralkodója, aki öngyilkosságot elkövető nagybátyját, Csin Er Si Huang-ti (Qin Er Shi Huangdi)t követte a trónon. 46 napig tartó uralkodása végén a felkelők kivégezték, és vele a Csin (Qin)-dinasztia is elbukott.

## Származása
Ce-jing (Ziying) származásáról, sőt személyéről is alig maradt fenn hitelt érdemlő adat. Mivel a nagyapja maga az első császár Csin Si Huang-ti (Qin Shi Huangdi) volt, értelemszerűen az ő családneve (hszing (xing) 姓) is Jing (Ying) 嬴 volt, a nemzetségneve (si (shi) 氏) pedig Csao (Zhao) 趙. A leggyakrabban azonban csak Ce-jing (Ziying)ként hivatkoznak rá, mert az ókori Kínában nem volt gyakorlat a család- vagy a nemzetségnév kötelező jellegű használata.
A történeti hagyomány úgy tartja, hogy az első császár legidősebb fia, Fu-szu (Fusu) herceg volt az édesapja, akit a császár a halála előtt büntetésképpen eltávolíttatott az udvarból, amiért az kritizálni merészelte azon döntését, aminek eredményeképpen kivégeztek 460 tudóst. Néhány modern kori történész azonban kronológiai rekonstrukciók alapján megkérdőjelezi ezt, és azt gyanítják, hogy a második császár, Csin Er Si Huang-ti (Qin Er Shi Huangdi) tizenhét fivére közül valamelyiknek lehetett a fia, de nem Fu-szu (Fusu)é.
Édesanyja személye ismeretlen, miként pontos születési dátumát sem jegyezték fel.

## Uralkodása
Csao Kao (Zhao Gao), az első császár bizalmas eunuchja, aki trónra segítette a második császárt, és a nevében mintegy három évig irányította a Csin (Qin) birodalmat, i. e. 207 októberében öngyilkosságra kényszerítette a „bábcsászárt”. Utódjaként, a Csin (Qin)-dinasztia harmadik uralkodójaként, annak egyik unokaöccsét Ce-jing (Ziying)et segítette trónra. Ce-jing (Ziying) nem viselte a huang-ti (huangdi) 皇帝, „császár” címet, mint nagybátyja, a második császár, és nagyapja, a dinasztiaalapító első császár, hanem csak a „Csin (Qin) királya” (Csin vang (Qin wang) 秦王) címen uralkodott. Szerepe leginkább csak formális volt az ekkor már felkelésekkel sújtott, a szétesés szélén álló birodalom fővárosában, Hszienjang (Xianyang)ban.
Pár nappal a trónra lépését követően betegséget színlelve a hálótermébe hívatta Csao Kao (Zhao Gao)t, akit néhány eunuchja segítségével saját kezűleg döfött le. Összesen 46 napig tartó uralkodásának a felkelő Liu Pang (Liu Bang) 劉邦 - aki öt évvel később, i. e. 202. február 28-án megalapítja a Han-dinasztiát - vetett véget, aki seregével, valamikor i. e. 207 decemberében elfoglalta a fővárost. Liu Pang (Liu Bang) ugyan megkímélte a fiatal király életét, de nem sokkal később, valamikor i. e. 206 januárjában, tábornok-társa, Hsziang Jü (Xiang Yu) 項羽 seregével betört Hszienjang (Xianyang)ba, és lefejeztette az uralkodót a Csin (Qin)-ház valamennyi tagjával együtt, a várost pedig felgyújtatta.